# Bắc Thành dư địa chí
Bắc Thành dư địa chí (chữ Hán: 北城輿地志; còn gọi là Bắc Thành chí lược 北城志略, hay Bắc Thành địa dư chí lục 北城地輿志錄) là một bộ sách dư địa chí của Việt Nam, do Tổng trấn Bắc Thành Lê Chất (còn được gọi là Lê Công Chất) tổ chức biên soạn. Chưa rõ năm khởi soạn và hoàn thành, chỉ biết bộ sách ra đời dưới triều vua Minh Mạng, đến 1845, lại được Tiến sĩ Nguyễn Văn Lý hiệu đính và bổ sung, đồng thời viết bài tựa nói rõ lai lịch công trình ấy.

## Giới thiệu
Bài Tựa của Tiến sĩ Nguyễn Văn Lý (1795 - 1868), viết vào năm Thiệu Trị thứ 5 (Ất Tỵ, 1845) đề ở đầu bộ Bắc Thành dư địa chí đã cho biết một phần lai lịch và nội dung của bộ sách, trích (dịch):
..."Bắc Thành chí lược này, mới có từ khoảng năm Minh Mạng triều ta. Từ ngày quan Tổng trấn Lê Chất làm quan ở Thăng Long, họp các nhà nho, mà làm ra. Trong sách này, có tóm gọn về diên cách  các thành trì, bờ cõi lớn bé xa gần, số mục các làng xóm, cùng là sông, núi, miếu mạo, đền chùa, chức quan, lại lệ, thuế ruộng, thuế quan, bến đò chợ búa, cuối cùng lại nói đến thổ sản và nghề nghiệp. Trên từ Thăng Long đến Hải Dương, Sơn Nam Thượng Hạ, Sơn Tây, Bắc Ninh, Thái Nguyên, Tuyên Quang, Hưng Hóa, Lạng Sơn, Quảng Yên, Cao Bằng gồm địa dư 12 trấn thành, rõ ràng như bày ra trước mắt....Họ Lê chỉ là tướng võ mà chí nghiệp rộng xa như thế ấy...
..."Khi tôi được sách này, liền tự tay sao chép, trong bản sao này cũng có chỗ thay đổi sửa chữa lại, cũng có chỗ bổ sung phần thiếu sót, cốt để hoàn thành chí nguyện của Lê Công...Nay "trấn" đổi gọi là "tỉnh", nhưng tôi vẫn giữ "trấn" như cũ, là còn ý tồn cổ"....
Theo bộ sách Bắc Thành dư địa chí mà nhà nghiên cứu Trần Văn Giáp đã đọc được, thì công trình ấy gồm 12 quyển, còn ở dạng chép tay, viết bằng chữ Hán trên sách giấy bản thường (26 x 16 cm), cộng chung là 336 tờ (mỗi tờ 2 trang, mỗi trang 8 dòng, mỗi dòng 25 hay 26 chữ). Tuy chữ không đẹp, nhưng nét chữ già dặn, cẩn thận, nhưng viết sai nhiều. Nội dung bộ sách chép về 12 trấn ở Bắc Thành dưới triều Gia Long, tức 12 tỉnh thành dưới triều Minh Mạng về sau .
Tuy nhiên, theo bản dịch in trong Tổng tập dư địa chí Việt Nam (tập 3), thì Bắc Thành dư địa chí chỉ có 4 quyển, và được phân chia ra như sau:
-Quyển 1: Thành Thăng Long.
-Quyển 2: Trấn Hải Dương.
-Quyển 3: Sơn Nam Thượng trấn, hay trấn Sơn Nam Thượng.
-Quyển 4: Sơn Nam Hạ trấn.
Đây là bản dịch của Tú tài Hán học Đặng Thu Kình, Nha Văn hóa - Phủ Quốc vụ khanh đặc trách văn hóa xuất bản, Sài Gòn, 1962. Căn cứ vào lời Tựa của Tiến sĩ Nguyễn Văn Lý, thì rõ ràng bản dịch này hãy còn thiếu nhiều.

## Giá trị
Tuy là nhà quân sự, nhưng Lê Chất đã tổ chức biên soạn (có sự tham gia của ông và của các nho sĩ đương thời) được một công trình dư địa chí lớn, có giá trị và thật sự rất cần thiết cho người đời sau. Đóng góp ấy của ông thật đáng được nêu gương và ca ngợi 

## Sách tham khảo
- Trần Văn Giáp, Tìm hiểu kho sách Hán Nôm. Nhà xuất bản Khoa học xã hội, 2003.
- Tiểu dẫn của THS Bùi Văn Vượng và bản dịch Bắc Thành dư địa chí in trong Tổng tập dư địa chí Việt Nam (tập 3). Nhà xuất bản Thanh Niên, 2012.